# 山本幸正
山本 幸正（やまもと ゆきまさ、1974年8月3日 - ）は、東京都出身の元プロ野球選手（投手）、野球指導者。

## 来歴・人物
堀越高校では2年秋の都大会決勝で帝京高校の三澤興一と投げ合うが敗れて準優勝。3年時の1992年春に、1学年後輩の井端弘和らと第64回選抜高等学校野球大会へ出場。村野工業高校との1回戦で、安達智次郎に投げ勝った。星稜高校との2回戦では、4番打者の松井秀喜に第4打席で本塁打を浴びた末に敗退した。大会終了後に右肘の軟骨除去手術を受けた、夏は他の投手が主戦となり西東京大会決勝では先発するが初回に2連続四球で外野手に退くと7回に再登板したが暴投で失点すると降板して敗戦。前述の星稜高校戦で松井を第3打席まで凡退させたことで一躍注目。同年のNPBドラフト会議で、阪神タイガースから5位指名を受けたことを機に入団した。背番号は61。ちなみに、阪神はこの会議で松井を1位指名。重複指名による抽選で独占交渉権を逃すと、再指名で安達の交渉権を獲得した末に、安達を入団させている。高校では1学年上に野村克則がいた。
山本自身は、入団1年目に、足の靱帯を右肘に移植する手術を受けた。手術自体は成功したものの、リハビリを経てブルペンで投球練習に臨んだところ、右肘の靱帯を再び断裂。後にトミー・ジョン手術を受けたが、右肘の痛みは消えなかった。結局、公式戦どころか実戦での登板が一切ないまま、1995年に球団から戦力外通告を受けたことを機に現役を引退。在籍中に居住していた「虎風荘」（球団合宿所）の梅本正之寮長（当時）の斡旋で、スポーツ医療品卸会社の営業職に転じた。その一方で、学生時代からユナイテッドアローズの店舗によく通うほどのファッション好きが高じて、週末にはアルバイト店員として同社に勤務。1996年の8月から仕事をアルバイト一本へ絞った後に、1997年に正社員として入社した。
ユナイテッドアローズでは、御堂筋店の店長、原宿本店の副店長、本社販売部のスーパーバイザーを歴任。他の社員から親しみを込めて「阪神（さん）」と呼ばれながらも、40代の前半に販売部の副部長へ昇進した。もっとも、「野球で育った身なので、40歳を超えてまで洋服に携わる仕事を続けるより、指導者として野球に恩返しがしたかった」 とのことで、社内の副業制度を活用しながら2018年7月から3ヶ月限定で野球塾を営んだ。同年末に開かれた学生野球資格回復制度研修会の受講を経て、2019年2月5日付で、日本学生野球協会から資格の回復を認定。この認定によって、同協会に加盟する高校・大学の野球部の選手への指導が可能になったため、同年3月31日付でユナイテッドアローズを退社した。退社後の同年8月から、パーソナルトレーナーとして本格的に活動するとともに、投手専門の個人野球教室「PPC」（Personal Pitching Clinic）を開設。
2023年2月に東京都立調布南高校硬式野球部投手コーチ就任。

## 詳細情報

### 年度別投手成績
- 一軍公式戦出場なし

### 背番号
- 61 （1993年 - 1995年）